# Johan Servando
Johan Servando fue un juglar gallego, activo en el tercer cuarto del siglo XIII. Es el autor del que más se conservan las denominadas cantigas de santuario, encuadradas en las cantigas de amigo de la lírica gallego-portuguesa.

## Biografía
En 17 de sus composiciones menciona la ermita de San Servando, por lo que se piensa que podría ser de Muíños (donde hay una capilla con esa advocación en el lugar de Pazos, parroquia de Barjeles). En sus composiciones satíricas da a entender que frecuentó la corte de Castilla.  

## Obra
Se conservan 22 obras: de las cuales 17 son cantigas de amigo, 2 cantigas de amor y 3 cantigas de escarnio y maldecir, dos de ellas contra la avaricia de un infanzón y otra contra la inexperiencia de un caballero.